# Isabel Florido
Isabel Florido (* 15. Januar 1971 in Zürich) ist eine Schweizer Schauspielerin, die durch die Rolle der Ilona ‚Lona Dee‘ Dertinger in Unter uns bekannt wurde.
Isabel Florido wuchs als Tochter einer Italienerin und eines Spaniers in Zürich auf. Sie beherrscht fünf Sprachen fließend (Deutsch, Englisch, Französisch, Italienisch und Spanisch).
Vor ihrer Rolle bei Unter uns besuchte sie die Musicalschule London Studio Centre in London und spielte dort in den Musicals Hair und Aspects of Dance. Von 1994 bis 1997 spielte sie an der Seite von Marco Rima und Karsten Speck im Comedymusical Keep Cool. Während ihrer Zeit bei Unter uns veröffentlichte sie auch drei Musiksingles, die allerdings nicht sonderlich erfolgreich waren. Ein Jahr nach ihrem Ausstieg aus der Serie kehrte sie als Regieassistentin ans Set zurück. Zwischenzeitlich war Florido mit ihrem Serienpartner Thorsten Feller liiert.
Im Oktober 2012 nahm sie an der Gesangs-Castingshow The Voice of Switzerland teil, schied aber in den im Januar 2013 ausgestrahlten „Blind Auditions“ aus.

## Filmographie
- 1995–2000: Unter uns (RTL)
- 1997: SK Babies (RTL)
- 2000: Die Wache (RTL)
- 2005: Moonlight Mountain
- 2005: BloodBound
- 2006: Handy Man (Nebenrolle)

## Diskographie
- 1996: Unter uns: Das Fan-Album (Sampler; Precious Love)
- 1996: Unter uns: Vol. 2 – Das Fan Paket (Sampler; & Nigel Watson: Forever Love)
- 1996/97: A Star Is Born (Single)
- 1997: Memories (Single; als Lona Dee)
- 1997: Unter uns: Vol. 3 (Sampler; Memories als Lona Dee)
- 1997: Dance Killer (Sampler; A Star Is Born)
- 1997: Charity '97 – Stars For Kids (Sampler; & Fabian Harloff, Andreas Elsholz, Patrick Bach, Eva Habermann, Constance Wetzel, Marek Erhardt: Gute Gedanken)
- 2000: I Give Up (If You Want Me To) (Single)
- 2000: Epark Interactive Entertainment – Check It Out (Sampler; I Give Up)
- 2002: Himmel auf Erden präsentieret Creation (Sampler; You've Got A Friend)